# Museu de Arqueologia e Etnologia da Universidade Federal da Bahia
O Museu de Arqueologia e Etnologia (MAE) da Universidade Federal da Bahia é um órgão suplementar da Faculdade de Filosofia e Ciências Humanas da Instituição, localizado na cidade de Salvador.
Está localizado no Largo Terreiro de Jesus, no prédio da Faculdade de Medicina Bahia, no Terreiro de Jesus, Centro Histórico de Salvador. O acervo inclui peças do colégio dos jesuítas e também do período pré-colonial.

## Imagens
Peças expostas:

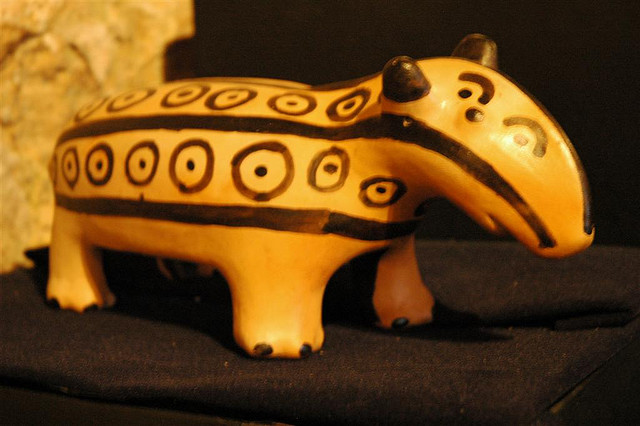
peça zoomorfa
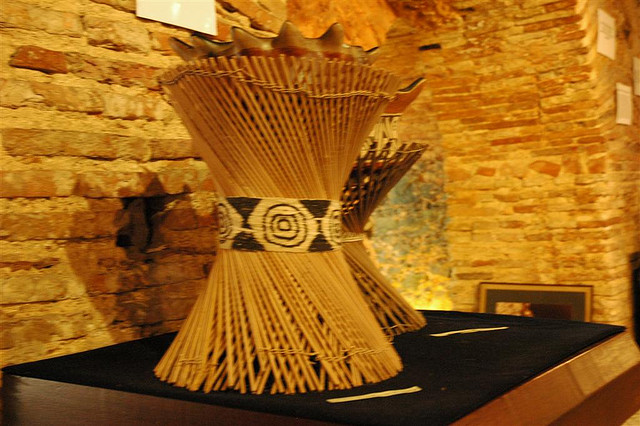
peça pancararé
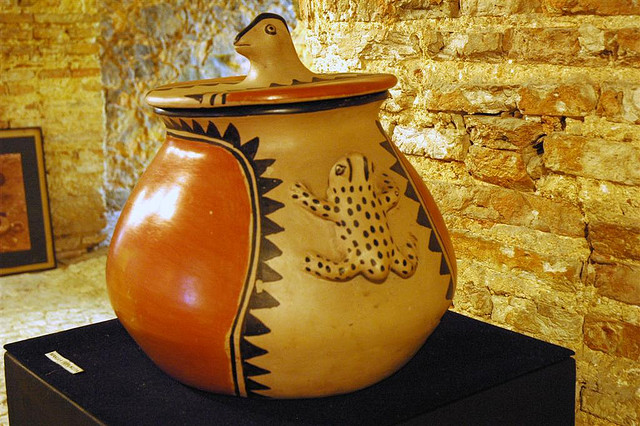
panela
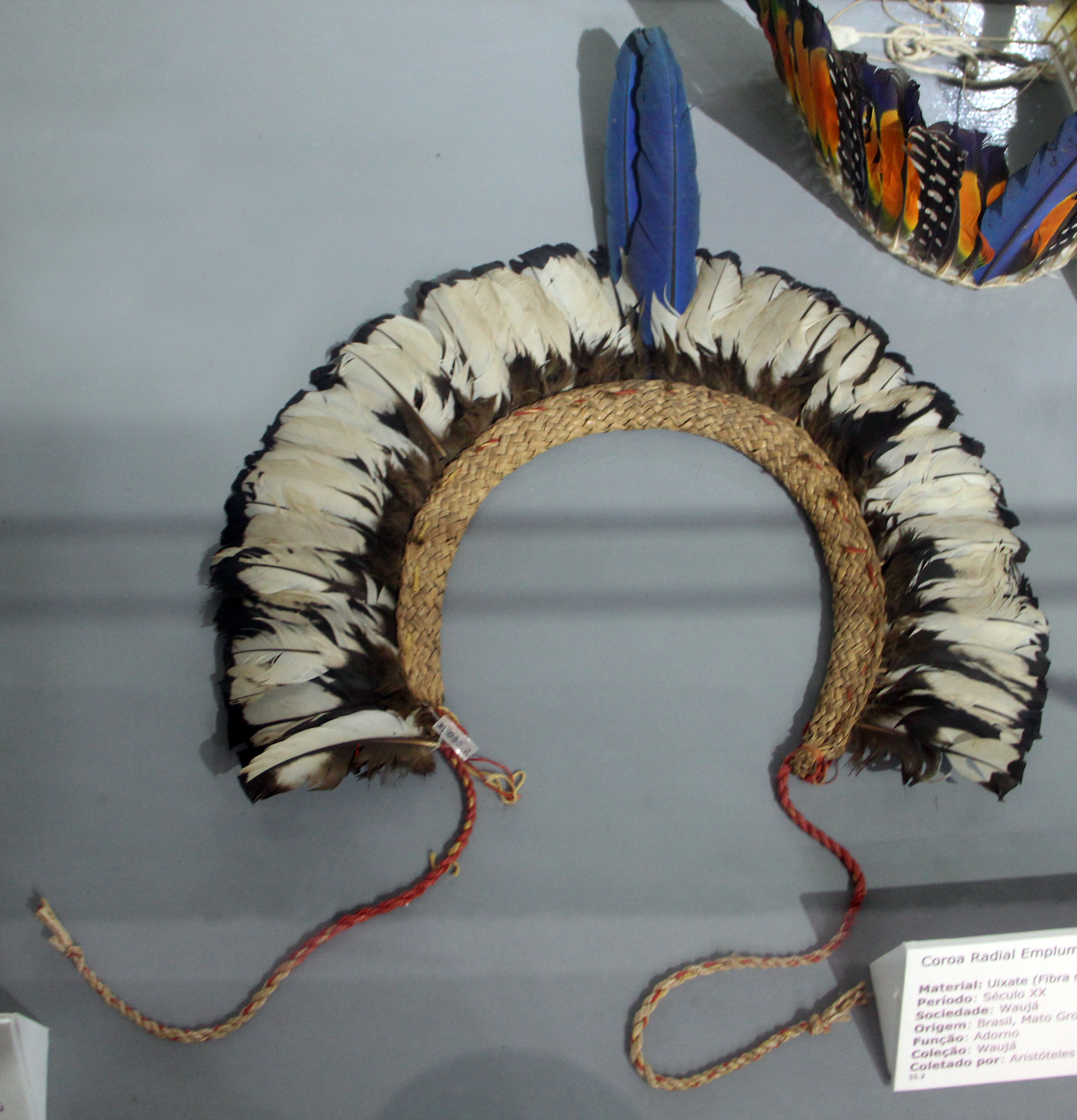
cocar
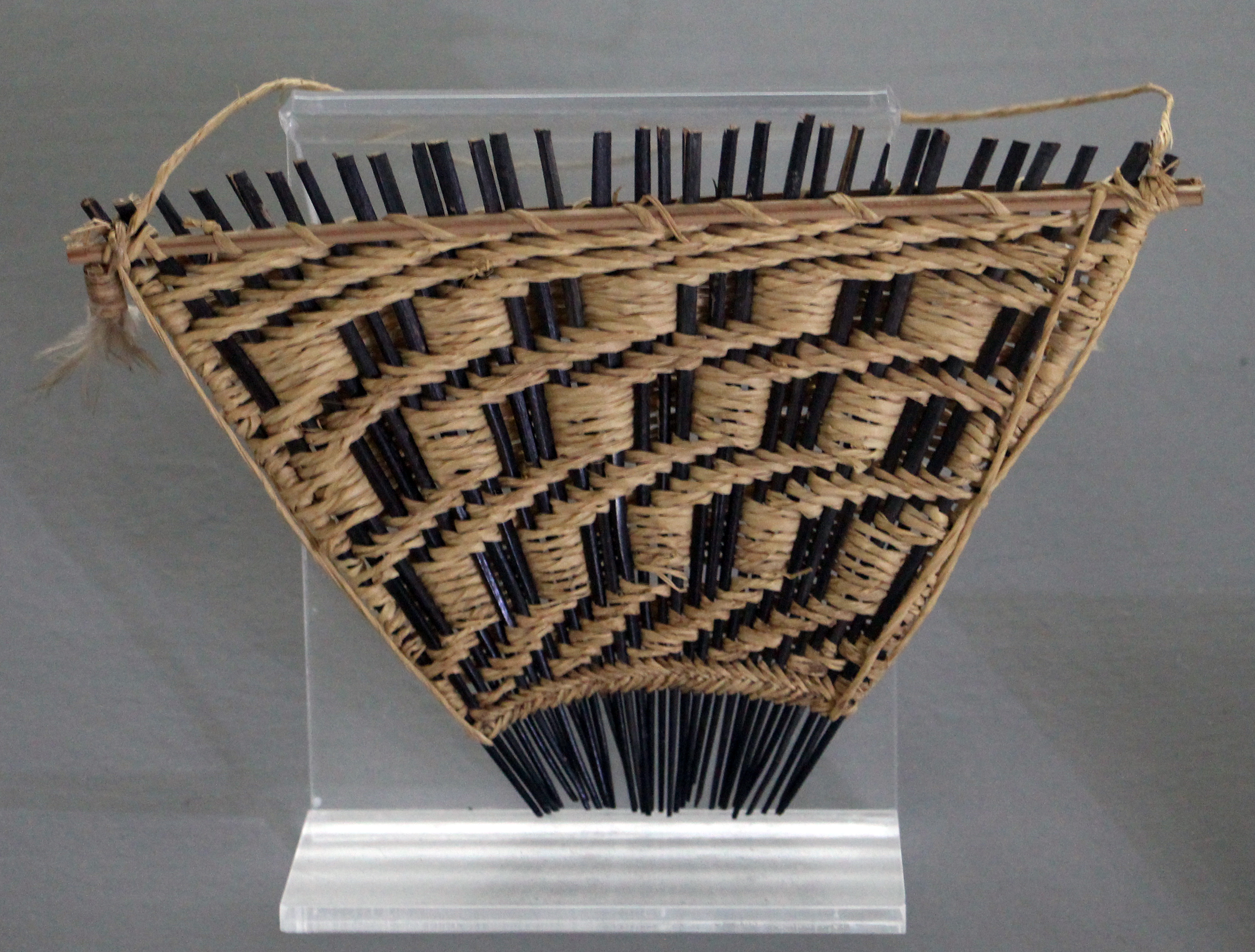
pente

Espaços:

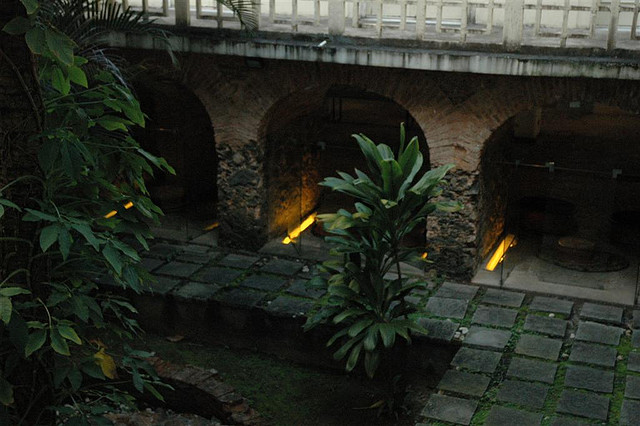
pátio interno
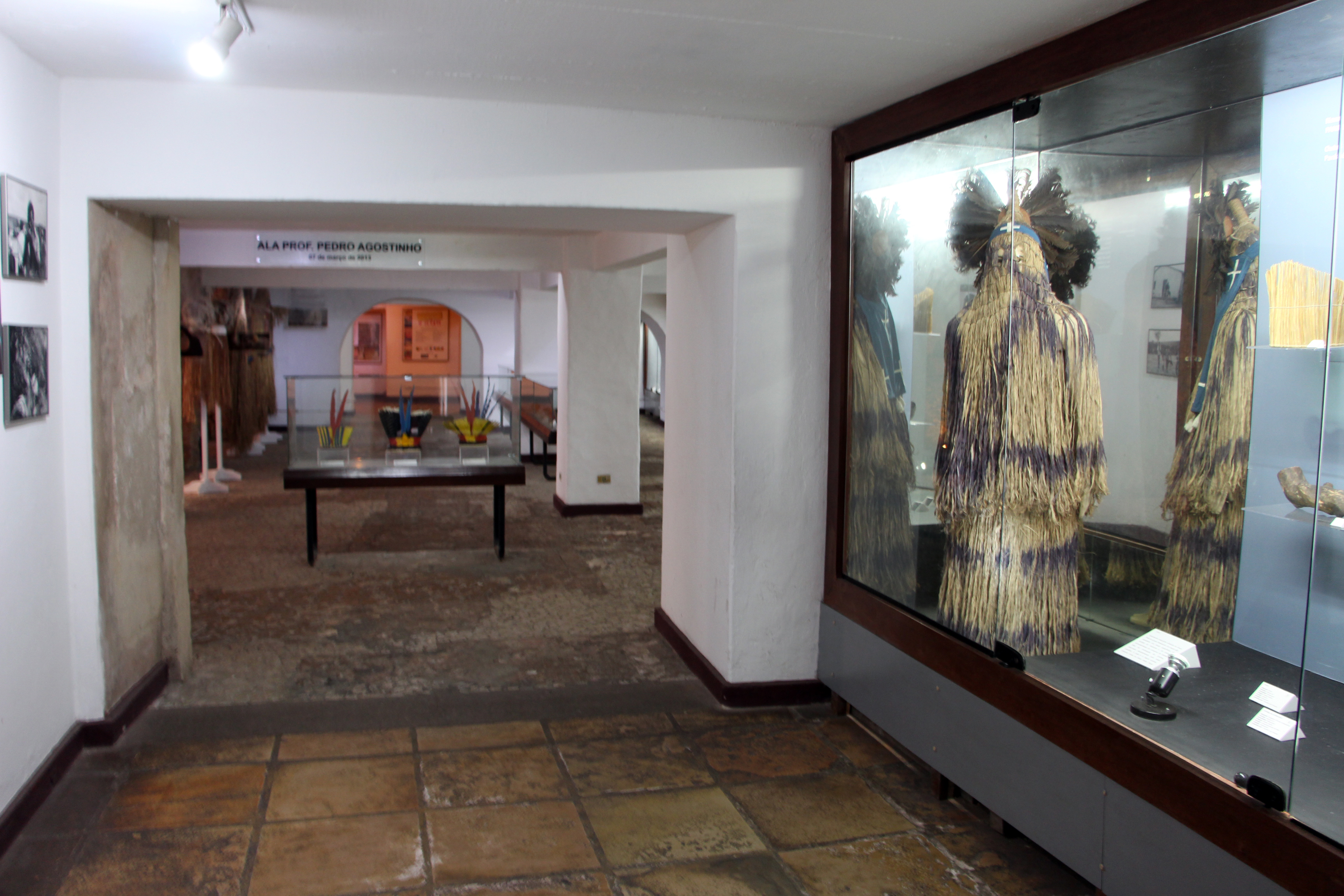
sala de exposição
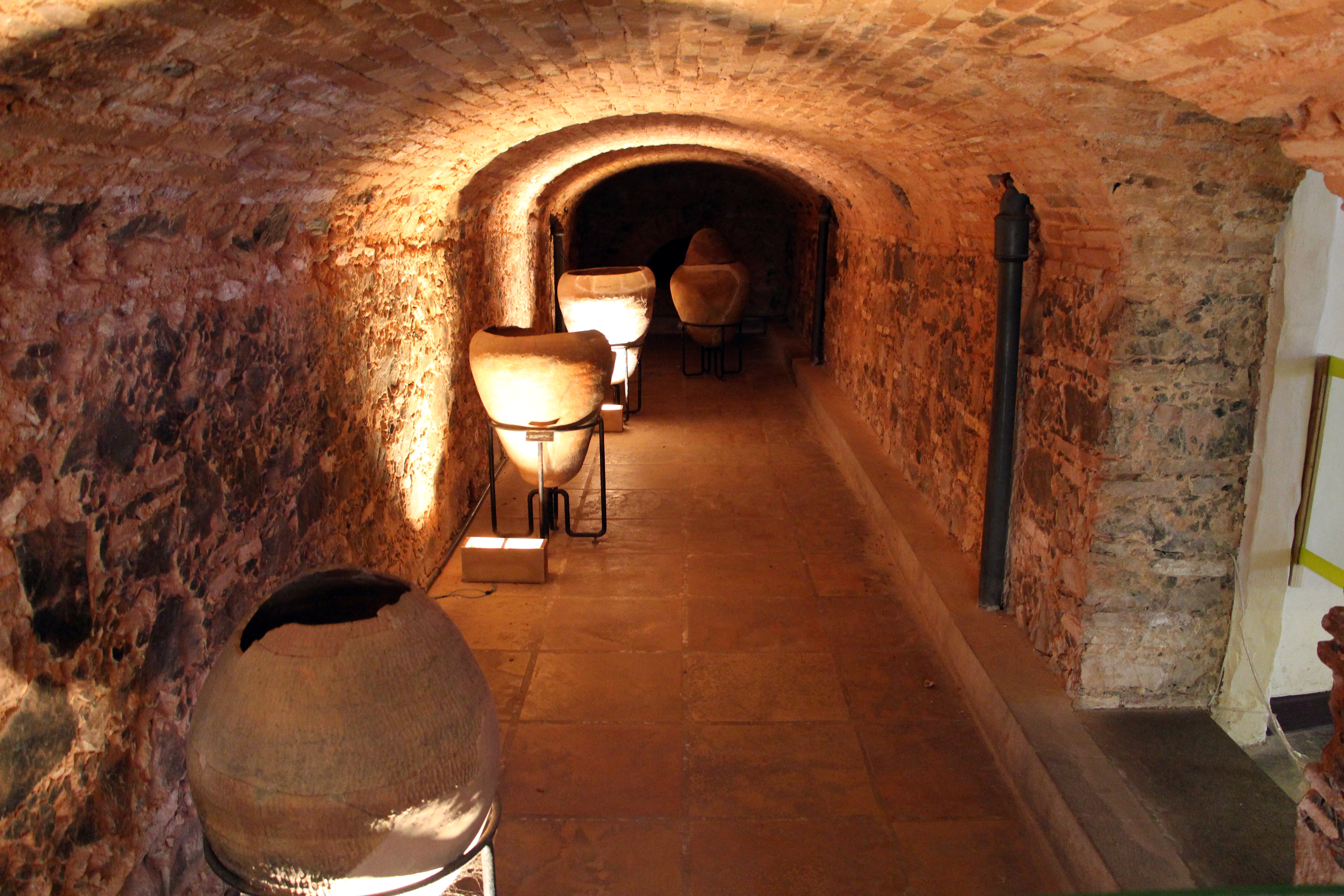
subsolo
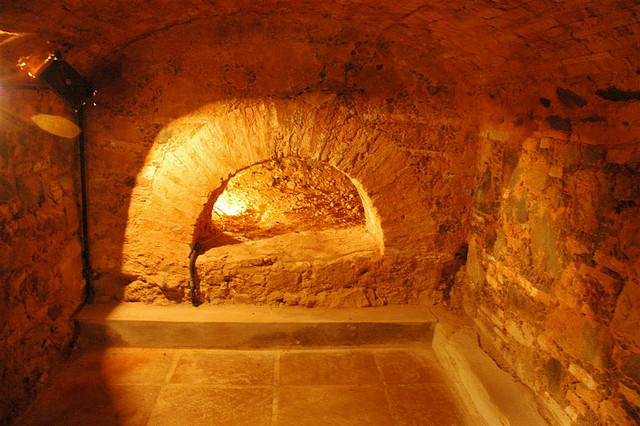
subsolo